# Naur Kirke
Naur Kirke ligger i Naur Kirkeby i Naur Sogn, Holstebro Kommune (Viborg Stift), lidt nord for landsbyen Naur.

## Interiør
Udsmykningen af kirkens prædikestol og altertavle er skabt af kunstneren Sven Havsteen-Mikkelsen i perioden 1982-85. Motivet på altertavlen er Jesu fødsel.
På sydvæggen hænger et trækrucifiks fra det 15. århundrede i gotisk stil.

## Historie
Naur Kirke stammer fra begyndelsen af 1200-tallet.
Kirken gennemgik en større restaurering i perioden 1982-1986.